# Jocelyn Wildenstein
Jocelyn Wildenstein, nascida Jocelyne Périsset, (Lausana, 5 de agosto de 1940 – Paris, 31 de dezembro de 2024) foi uma socialite suíça. Era frequentemente vista na imprensa sensacionalista em virtude de suas inúmeras cirurgias plásticas.
Jocelyn teve dois filhos, uma filha, Diane, e um filho, Alec Jr. de Alec Wildenstein, empresário bem-sucedido da Wildenstein & Company. O seu divórcio em 1999, num valor de 2,5 bilhões de dólares, foi considerado em novembro de 2014 o 2º mais caro de todos os tempos.
Ela era obcecada com a obtenção de idade e foi submetida a várias cirurgias cosméticas. No entanto, após ver o marido com outra mulher, Jocelyn fez outra operação. Eles se divorciaram mais tarde.
Gastou cerca de 2 milhões de libras em cirurgias plásticas. O resultado inesperado foi amplamente mostrado pela mídia.

## Morte
Wildenstein morreu em um hotel em Paris, em 31 de dezembro de 2024, aos 84 anos, vítima de embolia pulmonar.